# Класификация на паяците
Класификацията на паяците по-долу включва всички 112 семейства от разред Паяци (Araneae). Те са групирани в три подразреда и 39 надсемейства (август 2012 г.). Първият подразред Mesothelae включва само едно живо семейство от примитивни паяци без отровна жлеза, състоящо се от 3 рода и 90 вида. Подразред Мигаломорфни паяци (Mygalomorphae) включва 11 надсемейства, 16 семейства, 326 рода и 2709 вида от доста големи паяци, включително тарантули. Последният подразред Аранеоморфни паяци (Araneomorphae) включва 27 надсемейства, 94 семейства, 3550 рода и 40 445 вида паяци.

## Класификация
Разред Паяци
- Подразред Mesothelae (Liphistiomorphae) Pocock, 1892
  - Семейство †Arthrolycosidae Frič, 1904
  - Семейство †Arthromygalidae Petrunkevitch, 1923
  - Семейство †Pyritaraneidae Petrunkevitch, 1953
  - Семейство Liphistiidae T. Thorell, 1869
- Подразред Мигаломорфни паяци (Mygalomorphae) Pocock, 1892
  - Надсемейство Atypoidea
    - Семейство Antrodiaetidae W.J. Gertsch, 1940
    - Семейство Atypidae T. Thorell, 1870

  - Надсемейство Barycheloidea
    - Семейство Barychelidae E. Simon, 1889

  - Надсемейство Ctenizoidea
    - Семейство Ctenizidae T. Thorell, 1887
    - Семейство Euctenizidae R.J. Raven, 1985

  - Надсемейство Cyrtauchenioidea
    - Семейство Cyrtaucheniidae E. Simon, 1892

  - Надсемейство Dipluroidea
    - Семейство Dipluridae E. Simon, 1889

  - Надсемейство Hexatheloidea
    - Семейство Hexathelidae E. Simon, 1892

  - Надсемейство Idiopoidea
    - Семейство Idiopidae E. Simon, 1892

  - Надсемейство Mecicobothrioidea
    - Семейство Mecicobothriidae E.L. Holmberg, 1882
    - Семейство Microstigmatidae C.F. Roewer, 1942

  - Надсемейство Migoidea
    - Семейство Actinopodidae E. Simon, 1892
    - Семейство Migidae E. Simon, 1892

  - Надсемейство Nemesioidea
    - Семейство Nemesiidae E. Simon, 1892

  - Надсемейство Theraphosoidea
    - Семейство Тарантули (Theraphosidae) T. Thorell, 1870
    - Семейство Paratropididae E. Simon, 1889
- Подразред Аранеоморфни паяци (Araneomorphae) Simon, 1892
  - Семейство Chummidae R. Jocqué, 2001
  - Семейство Clubionidae W.A. Wagner, 1887
  - Семейство Cycloctenidae E. Simon, 1898
  - Семейство Homalonychidae E. Simon, 1893
  - Семейство Miturgidae E. Simon, 1895
  - Надсемейство Agelenoidea
    - Семейство Agelenidae C.L. Koch, 1837
    - Семейство Amphinectidae R.R. Forster & C.L. Wilton, 1973

  - Надсемейство Amaurobioidea
    - Семейство Amaurobiidae T. Thorell, 1870

  - Надсемейство Araneoidea
    - Семейство Anapidae E. Simon, 1895
    - Семейство Araneidae E. Simon, 1895
    - Семейство Cyatholipidae E. Simon, 1894
    - Семейство Linyphiidae J. Blackwall, 1859
    - Семейство Mysmenidae A.I. Petrunkevitch, 1928
    - Семейство Nephilidae E. Simon, 1894
    - Семейство Nesticidae E. Simon, 1894
    - Семейство Pimoidae J. Wunderlich, 1986
    - Семейство Sinopimoidae S. Li & J. Wunderlich, 2008
    - Семейство Symphytognathidae V. Hickman, 1931
    - Семейство Synaphridae Jörg Wunderlich, 1986
    - Семейство Synotaxidae E. Simon, 1894
    - Семейство Tetragnathidae Menge, 1866
    - Семейство Theridiidae C.J. Sundevall, 1833
    - Семейство Theridiosomatidae E. Simon, 1881

  - Надсемейство Archaeoidea
    - Семейство Archaeidae C.L. Koch & G.K. Berendt, 1854
    - Семейство Holarchaeidae R. Forster & N.I. Platnick, 1984
    - Семейство Mecysmaucheniidae E. Simon, 1895
    - Семейство Micropholcommatidae V. Hickman, 1944
    - Семейство Pararchaeidae R. Forster & N.I. Platnick, 1984

  - Надсемейство Austrochiloidea
    - Семейство Austrochilidae H. Zapfe, 1955
    - Семейство Gradungulidae R. Forster, 1955

  - Надсемейство Caponioidea
    - Семейство Caponiidae E. Simon, 1890
    - Семейство Tetrablemmidae O. Pickard-Cambridge, 1873

  - Надсемейство Corinnoidea
    - Семейство Corinnidae F. Karsch, 1880
    - Семейство Liocranidae E. Simon, 1897

  - Надсемейство Dictynoidea
    - Семейство Anyphaenidae P. Bertkau, 1878
    - Семейство Cybaeidae N. Banks, 1892
    - Семейство Desidae R.I. Pocock, 1895
    - Семейство Dictynidae O. Pickard-Cambridge, 1871
    - Семейство Hahniidae P. Bertkau, 1878
    - Семейство Nicodamidae E. Simon, 1898

  - Надсемейство Dysderoidea
    - Семейство Dysderidae C.L. Koch, 1837
    - Семейство Oonopidae E. Simon, 1890
    - Семейство Orsolobidae John A.L. Cooke, 1965
    - Семейство Segestriidae E. Simon, 1893
    - Семейство Trogloraptoridae C. Griswold, T. Audisio & J. Ledford, 2012[2]

  - Надсемейство Eresoidea
    - Семейство Eresidae C.L. Koch, 1851
    - Семейство Hersiliidae T. Thorell, 1870
    - Семейство Oecobiidae J. Blackwall, 1862

  - Надсемейство Filistatoidea
    - Семейство Filistatidae A. Ausserer, 1867

  - Надсемейство Gnaphosoidea
    - Семейство Ammoxenidae E. Simon, 1893
    - Семейство Cithaeronidae E. Simon, 1893
    - Семейство Gallieniellidae J. Millot, 1947
    - Семейство Gnaphosidae R.I. Pocock, 1898
    - Семейство Lamponidae E. Simon, 1893
    - Семейство Prodidomidae E. Simon, 1884
    - Семейство Trochanteriidae F. Karsch, 1879

  - Надсемейство Hypochiloidea
    - Семейство Hypochilidae G. Marx, 1888

  - Надсемейство Leptonetoidea
    - Семейство Leptonetidae E. Simon, 1890
    - Семейство Ochyroceratidae Baptiste-Louis Fage, 1912
    - Семейство Telemidae Baptiste-Louis Fage, 1913

  - Надсемейство Lycosoidea
    - Семейство Ctenidae Eugen von Keyserling, 1877
    - Семейство Паяци вълци (Lycosidae) C.J. Sundevall, 1833
    - Семейство Oxyopidae T. Thorell, 1870 - Рисови паяци
    - Семейство Pisauridae E. Simon, 1890
    - Семейство Psechridae E. Simon, 1890
    - Семейство Senoculidae E. Simon, 1890
    - Семейство Stiphidiidae Raymond de Dalmas, 1917
    - Семейство Trechaleidae E. Simon, 1890
    - Семейство Zoridae F.O. Pickard-Cambridge, 1893
    - Семейство Zorocratidae K.F.T. Dahl, 1913
    - Семейство Zoropsidae P. Bertkau, 1882

  - Надсемейство Mimetoidea
    - Семейство Malkaridae V.T. Davies, 1980
    - Семейство Mimetidae E. Simon, 1881

  - Надсемейство Palpimanoidea
    - Семейство Huttoniidae E. Simon, 1893
    - Семейство Palpimanidae T. Thorell, 1870
    - Семейство Stenochilidae T. Thorell, 1873

  - Надсемейство Pholcoidea
    - Семейство Diguetidae F.O. Pickard-Cambridge, 1899
    - Семейство Pholcidae C.L. Koch, 1851
    - Семейство Plectreuridae E. Simon, 1893

  - Надсемейство Salticoidea
    - Семейство Скачащи паяци (Salticidae) J. Blackwall, 1841

  - Надсемейство Scytodoidea Blackwall, 1852
    - Семейство Drymusidae E. Simon, 1893
    - Семейство Periegopidae E. Simon, 1893
    - Семейство Scytodidae J. Blackwall, 1864
    - Семейство Sicariidae Eugen von Keyserling, 1880

  - Надсемейство Selenopoidea
    - Семейство Selenopidae E. Simon, 1897

  - Надсемейство Sparassoidea
    - Семейство Sparassidae P. Bertkau, 1872

  - Надсемейство Tengelloidea
    - Семейство Tengellidae K.F.T. Dahl, 1908

  - Надсемейство Thomisoidea
    - Семейство Philodromidae T. Thorell, 1870
    - Семейство Крабови паяци (Thomisidae) C.J. Sundevall, 1833

  - Надсемейство Titanoecoidea
    - Семейство Phyxelididae P.T. Lehtinen, 1967
    - Семейство Titanoecidae P.T. Lehtinen, 1967

  - Надсемейство Uloboroidea
    - Семейство Deinopidae C.L. Koch, 1850
    - Семейство Uloboridae T. Thorell, 1869

  - Надсемейство Zodaroidea
    - Семейство Penestomidae E. Simon, 1903
    - Семейство Zodariidae T. Thorell, 1881